# Marseniopsis spherica
Marseniopsis spherica is een slakkensoort uit de familie van de Velutinidae. De wetenschappelijke naam van de soort is voor het eerst geldig gepubliceerd in 1996 door Numanami.